# SanSan
Cet article concerne SanSan. Pour la commune française, voir Sansan. Pour le jeu vidéo, voir San San.

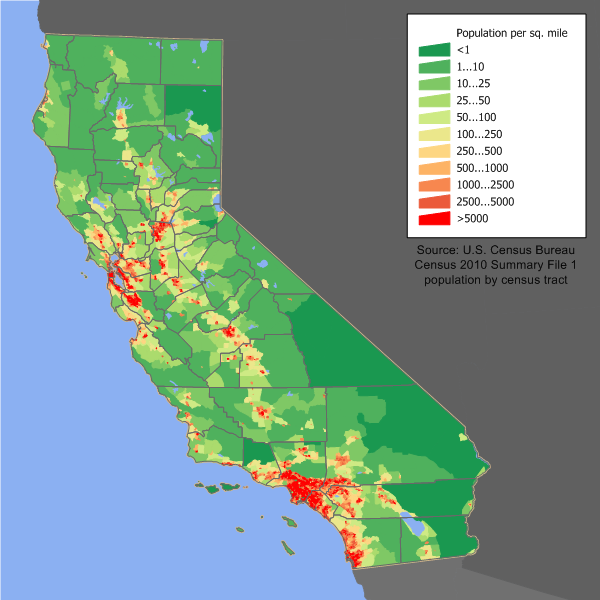
Densités de population en Californie

SanSan est le nom d'une mégalopole putative sur la côte de la Californie, aux États-Unis, entre San Francisco et San Diego. Cette tendance a été décrite en 1961 par le géographe Jean Gottmann dans son livre « Megalopolis » (sans s'être totalement réalisée depuis).

## Villes principales
| Aires urbaines           | Pays       | Habitants (en millions) |
| ------------------------ | ---------- | ----------------------- |
| San Francisco - San José | États-Unis | 7                       |
| Sacramento               | États-Unis | 2,5                     |
| Los Angeles              | États-Unis | 18                      |
| San Diego                | États-Unis | 3                       |
| Tijuana                  | Mexique    | 1,8                     |